# Kenneth Murray
Kenneth Rogers Murray Jr. (Missouri City, Texas, 16 de noviembre de 1998) más conocido como Kenneth Murray, es un jugador profesional estadounidense de fútbol americano que se desempeña en la posición de linebacker en Los Angeles Chargers, equipo de la National Football League (NFL).

## Carrera
Fue seleccionado en la primera ronda en la Reunión Anual de Selección de Jugadores de la NFL de 2020. Hizo su debut profesional con el equipo Los Angeles Chargers, donde lleva jugando cuatro temporadas.